# Else Berg

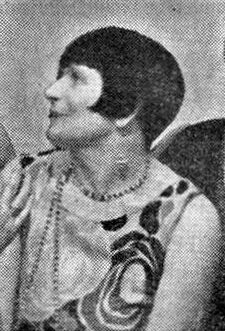
Else Berg, 1931

Else Berg (* 19. Februar 1877 in Ratibor; † 19. November 1942 im KZ Auschwitz-Birkenau) war eine niederländische Malerin.

## Leben

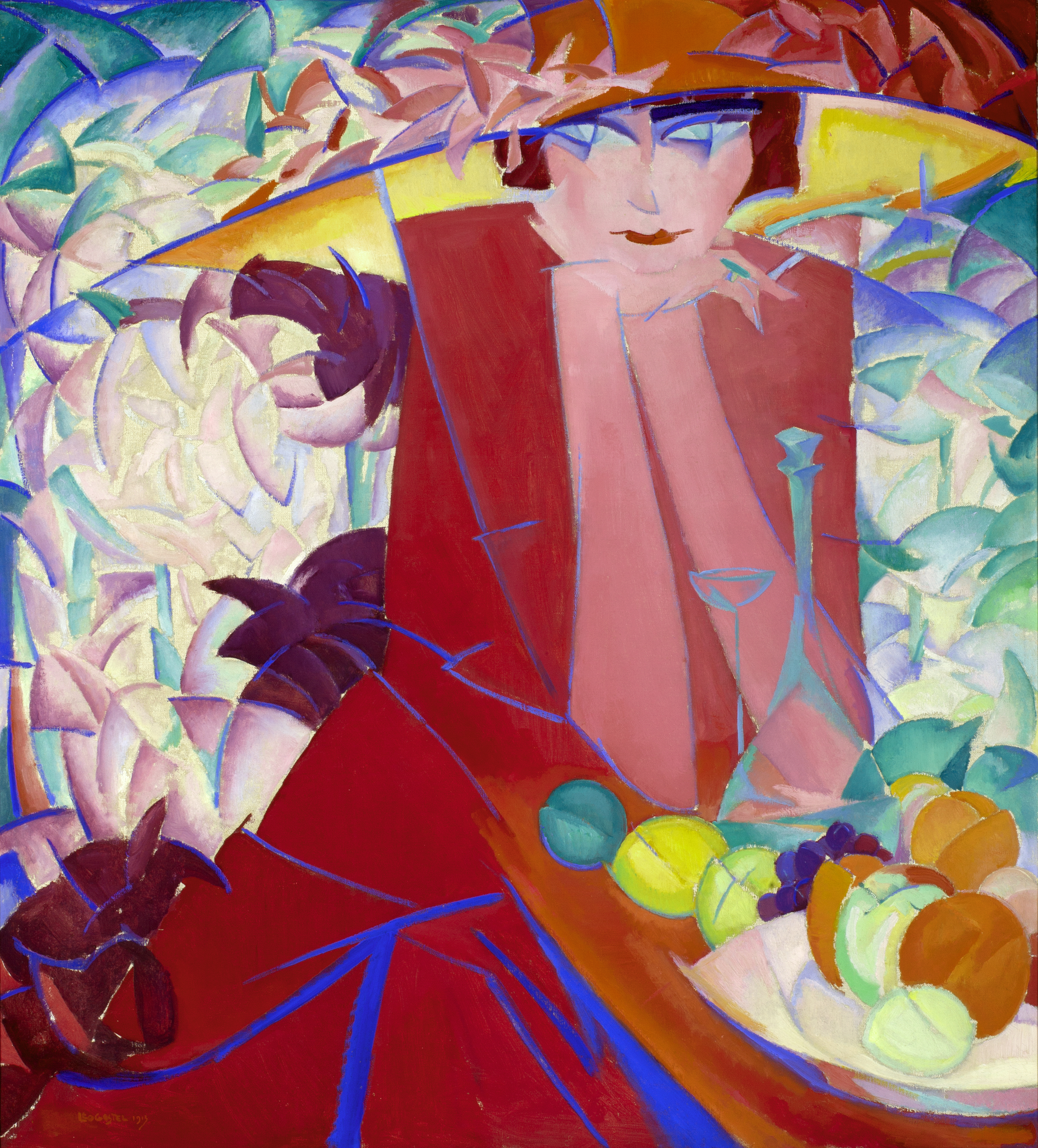
Leo Gestel: Porträt von Else Berg, 1913

Else Berg war die Tochter von Jakob Berg, einem Inhaber der Zigarrenfabrik in Ratibor, und Hedwig Creutzberger. Einer der Verwandten war der Urologe Georg Berg (* 6. Februar 1862 in Ratibor; † 12. Dezember 1936 in Frankfurt am Main). Gemeinsam mit drei Schwestern und drei Brüdern wuchs sie im oberschlesischen Ratibor auf, das damals zu Preußen gehörte.
Sie studierte Malerei in Paris bei Jean-Paul Laurens, gemeinsam mit Henri Le Fauconnier, dann ab 1900 an der Berliner Hochschule für Bildende Künste bei Arthur Kampf. In Berlin lernte sie den niederländischen Maler Mommie Schwarz kennen. Nach dem Studium zog Else Berg 1910 nach Paris und machte Bekanntschaft mit den modernen Kunstströmungen des Kubismus und Fauvismus. Mit Mommie Schwarz reiste sie 1911 nach Holland aus. Ab 1914 verbrachte Else Berg viel Zeit im nordholländischen Künstlerdorf Bergen. Der Maler Leo Gestel wurde ein guter Freund der zwischenzeitlich als Paar zusammengekommenen Berg und Schwarz. Gemeinsam mit ihm und seiner Frau unternahmen sie 1914 eine Reise nach Mallorca, bei der zahlreiche Gemälde entstanden. Im Sommer 1915 zogen Berg und Schwarz auf einen Bauernhof in Schoorl und Berg wurde Mitglied der Bergener Schule.
Ab 1916 wohnte beide in der Tweede Jan Steenstraat in Amsterdam in Gestels ehemaligen Atelier, das zu einem Treffpunkt verschiedener Künstler wurde. Am 21. April 1920 heiratete Else Berg Mommie Schwarz und wurde 1924 als niederländische Staatsbürgerin eingebürgert. 1922 bereisten sie Italien. 1927 fertigte Berg in der belgischen Bergbauregion rund um Lüttich Gemälde von Bergleuten sowie Zirkus- und Jahrmarktszenen. In Folge reiste auf den Balkan und nach Limburg, wo sie viele neue Arbeiten schuf. Ende der 1920er Jahre zog das Paar in eine Wohnung am Sarphatipark 42. Gemeinsam besuchten sie auf Reisen Mallorca, Länder des ehemaligen Jugoslawiens, die Türkei und Spanien. Ihre Reisen finanzierte Berg mit dem Verkaufserlös ihrer Werke und der finanziellen Unterstützung ihrer wohlhabenden Familie.

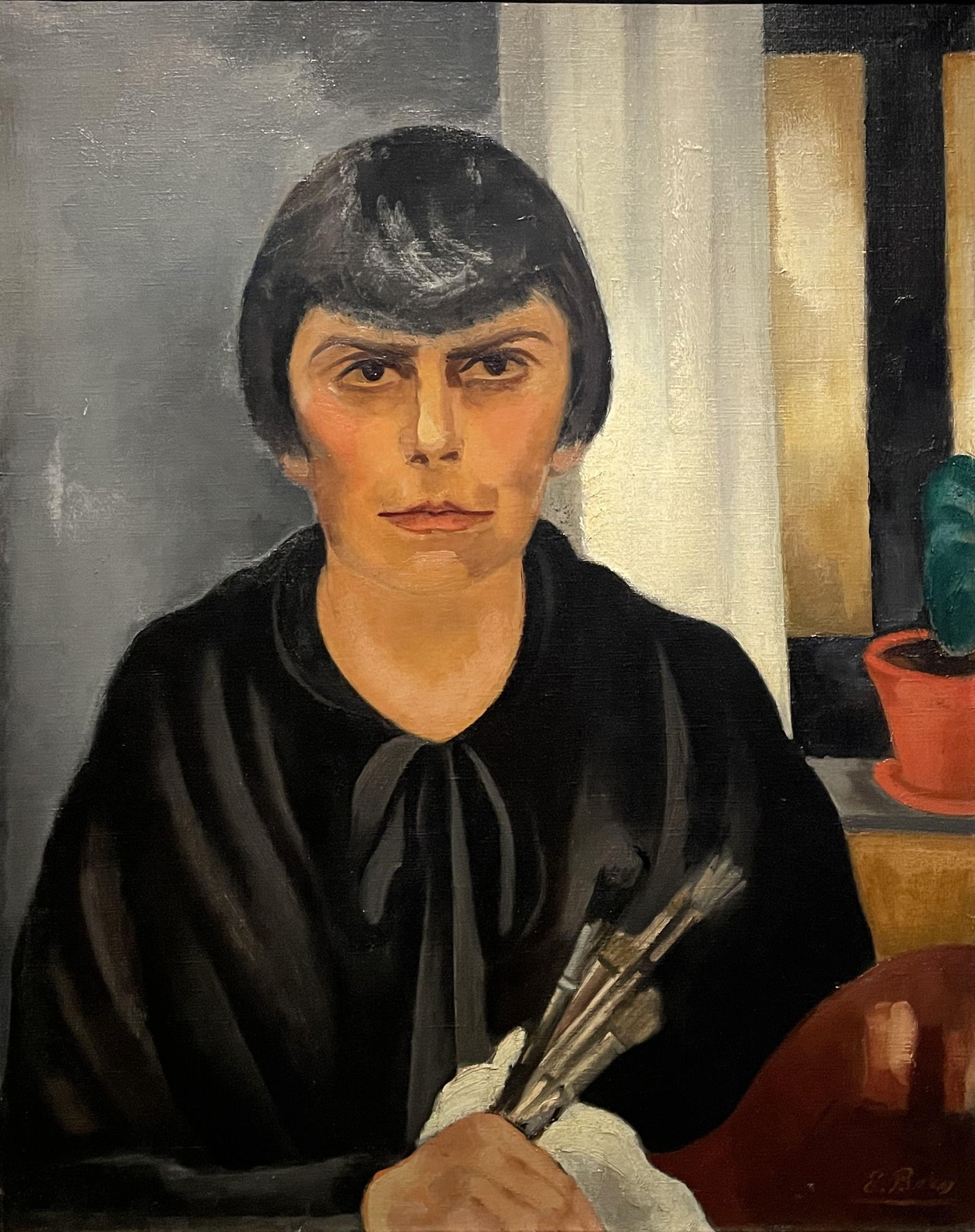
Zelfportret met penselen, um 1929

In den 1930er Jahren beteiligten sich Berg und Schwarz an Hilfsmaßnahmen für jüdische Flüchtlinge aus Deutschland, die in die Niederlande kamen. Zu Beginn der Besetzung der Niederlande durch die Wehrmacht 1939 verweigerten Else Berg und Mommie Schwarz das Tragen des Judensterns. Sie lagerten einen Großteil ihrer Arbeiten bei Freunden ein und fanden Unterschlupf bei der Freundin Tine Baanders in Baambrugge in der Gemeinde De Ronde Venen und später im gegenüberliegenden Haus Geynwijk, wo sie mindestens bis Februar 1942 blieben. Im Laufe des Jahres 1942 kehrten sie in ihr Haus am Sarphatipark zurück, wo sie am 12. November 1942 verhaftet und in die Hollandsche Schouwburg gebracht wurden. Von dort wurden sie erst in das Durchgangslager Westerbork gebracht, dann nach Auschwitz deportiert und am 19. November 1942 im KZ Auschwitz-Birkenau ermordet.

## Werk
Else Berg beteiligte sich an den Gruppenausstellungen verschiedener Künstlervereinigungen, an Ausstellungen in Galerien und in Museen und hatte mehrere Einzelausstellungen. 1913 nahm sie an Ausstellungen der Kunstenaarsvereniging Sint Lucas, der Künstlervereinigung De Onafhankelijken (Die Unabhängigen) und des avantgardistischen Moderne Kunstkring teil. 1916 wurde sie Mitglieder der neu gegründeten Avantgarde-Vereinigung Hollandsche Kunstenaarskring (Holländischer Künstlerkreis). 1918 und 1919 stellte Berg in der Kunsthandlung Walrecht in Den Haag aus. 1923 stellte sie auf der internationalen Ausstellung der 1917 in Rotterdam gegründeten Künstlergruppe De Branding (Die Brandung) aus und 1927 bei der neuen realistischen Künstlervereinigung De Brug. 1930 hatte sie Einzelausstellungen in Den Haag und Utrecht und unter anderem in der Kunsthandlung Vecht in Amsterdam. 1932 nahm sie an der Ausstellung „d'Art Hollandais Contemporian“ in Paris teil. Ihre letzte Einzelausstellung fand 1940 statt und 1941 ihre letzte Beteiligung an der Ausstellung des Hollandsche Kunstenaarskring.
1989 gab es eine Retrospektivausstellung im Frans Hals Museum in Haarlem und 2012 zusammen mit Werken von Mommie Schwarz eine Doppelausstellung im Joods Museum in Amsterdam. Viele ihrer Bilder befinden sich im Stedelijk Museum Alkmaar. Im Museum Singer Laren sind fünf ihrer Bilder, davon zwei als Leihgaben.
Else Bergs Malstil war stark abstrahiert, ohne sich einem bestimmten Genre zuordnen zu lassen. „Während ihre frühen Zeichnungen und Radierungen eine traditionelle akademische Ausbildung erkennen lassen, weisen ihre Gemälde aus dieser Zeit einen impressionistischen Stil auf. In den Jahren nach 1910 gibt es Beispiele für Luminismus und Kubismus, den dunklen Expressionismus der Bergener Schule, Esoterik, Realismus, eine Art naiver Surrealismus und Arbeiten, die an die Volkskunst des Balkans erinnern“. Sie umfassen Landschaften, Dorfansichten, Aktbilder, Porträts und Stillleben.

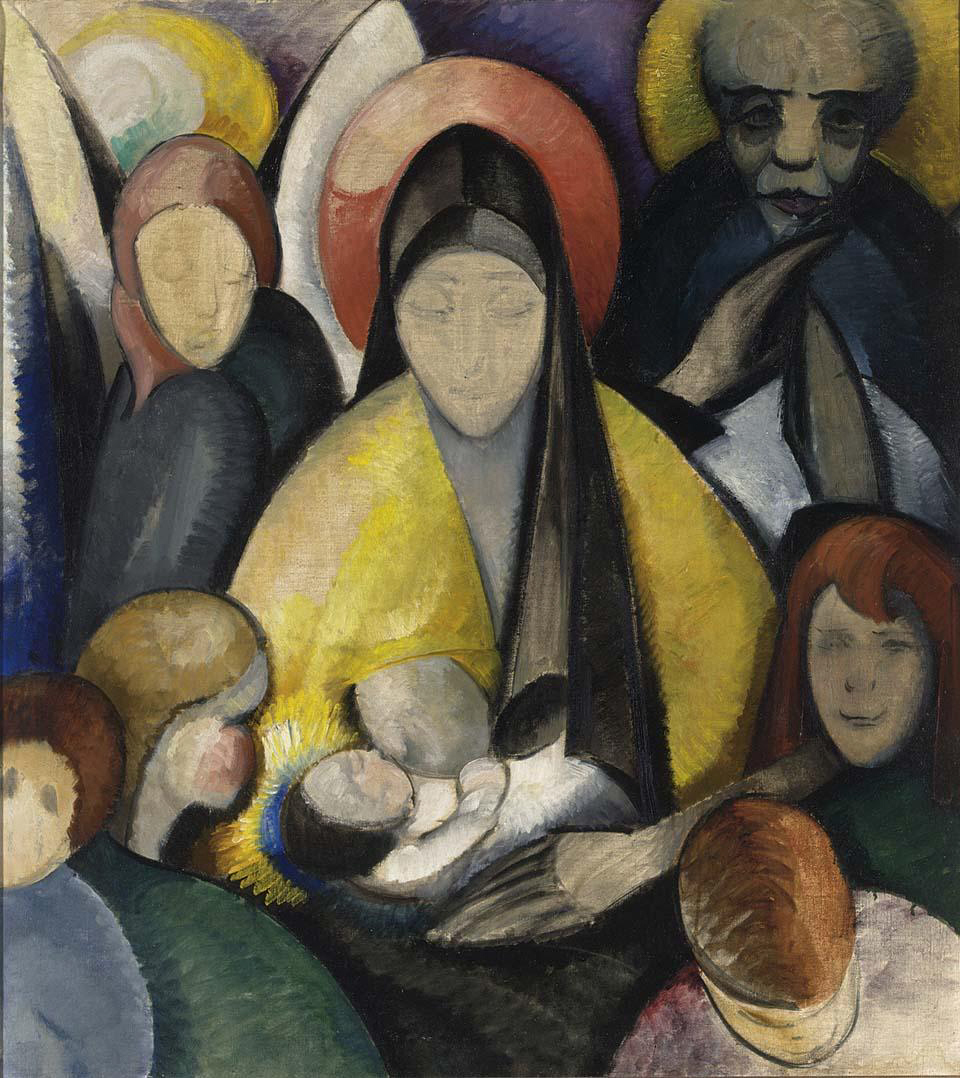
Komposition No. 2
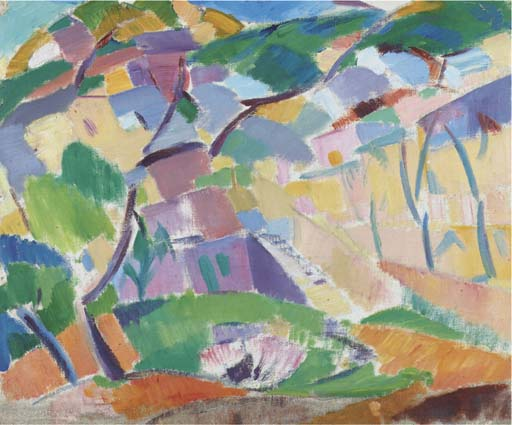
Mallorca
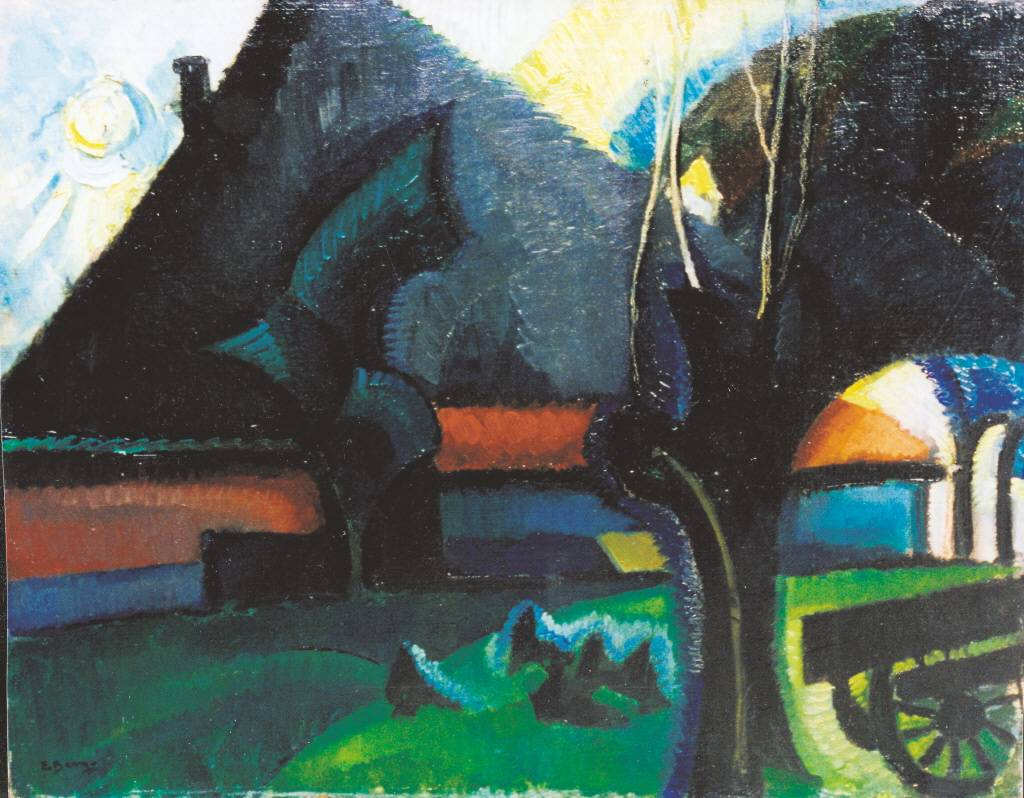
Bauernhof in Schoorl
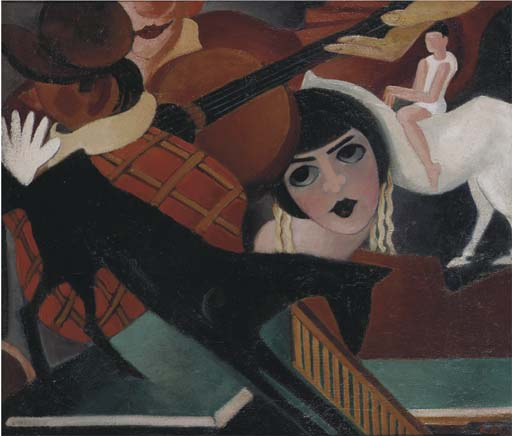
Circus met gitaar, um 1929
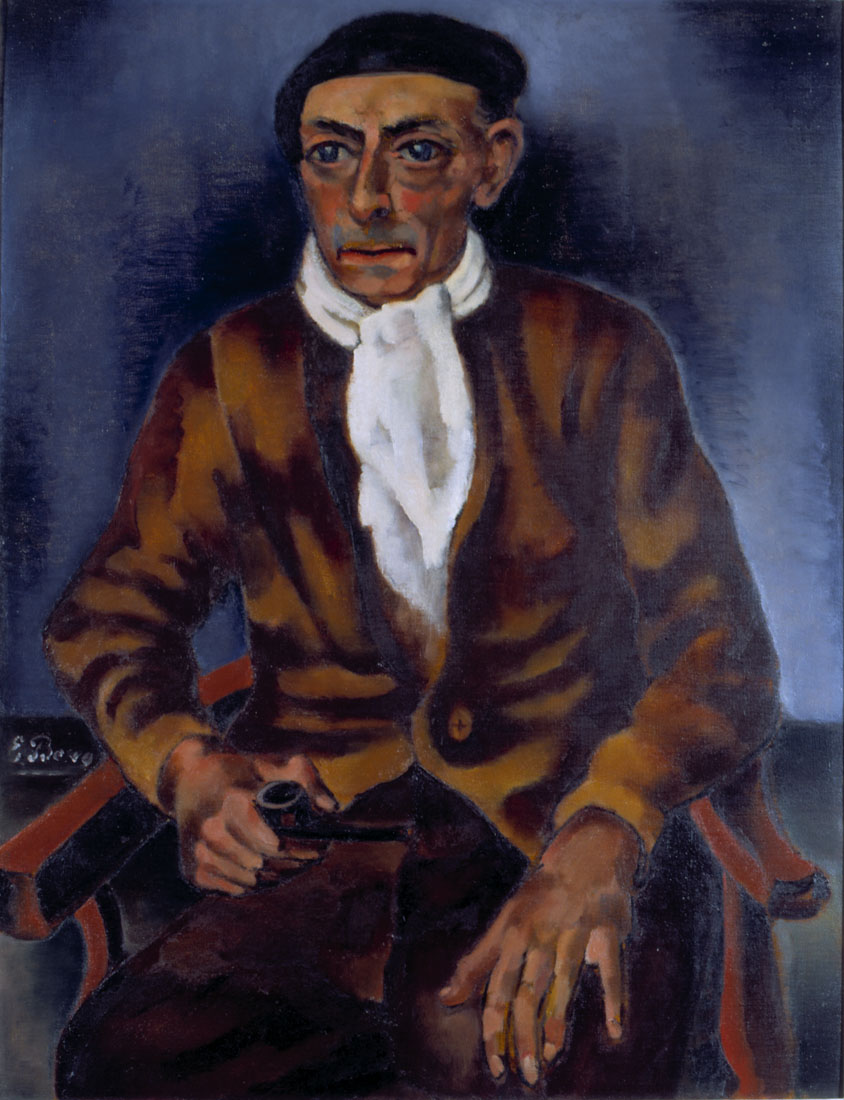
Porträt von Mommie Schwarz